# Hypoprepia cadaverosa
Hypoprepia cadaverosa är en fjärilsart som beskrevs av John Kern Strecker 1878. Hypoprepia cadaverosa ingår i släktet Hypoprepia och familjen björnspinnare. Inga underarter finns listade i Catalogue of Life.